# InMe
InMe es un grupo musical británico formado por tres músicos de Brentwood, Essex. Forma parte de los grupos catalogados como rock alternativo, progresivo, y en ocasiones, post-grunge.
A pesar de ser totalmente desconocidos en países como España o Alemania, InMe ha conseguido crear en el Reino Unido una enorme masa social de seguidores que consiguen colgar el papel de lleno allá por donde tocan. Cabe destacar la propensión por parte del grupo, de tocar casi siempre en recintos cerrados, con un aforo que, aunque considerable, nunca llega a las decenas de miles de personas. Esa, posiblemente, sea la atmósfera característica que el trío de Essex ha conseguido crear a su alrededor.
Con muy poca ambición comercial, al menos por el momento, los integrantes del grupo, Dave McPherson (vocalista y guitarrista), Greg McPherson (bajista), y Simon Taylor (batería), han conseguido una base de fanes y seguidores sorprendentemente agrupada y unida, que incluso tiene relación casi directa con la banda en sus gigs (actuaciones) y posteriores meetings en un clima absolutamente musical.

## Historia

### Comienzos (1996–2001)
La historia se puede resumir de la siguiente manera; Dave McPherson (24 años) conoció desde los tres años de edad a Joe Morgan (24 años), persona clave en la formación del grupo. Desde aquellos lejanos años ambos compartieron gustos musicales y pretensiones instrumentales. Se puede apreciar perfectamente en que a los diez años Dave, empezó a tocar los primeros acordes, mientras que Joe hacía lo propio con el bajo.
Los años pasaron, y por fin llegó Simon Taylor, quien ha sido desde entonces batería de sus proyectos musicales. Simon, casi dos años más joven que Joe y Dave, consiguió afianzarse e integrarse rápidamente en la relación de amistad y musical del dúo casi dinámico formado por los otros dos.
Cargados de imperfecciones musicales, gallos propios de la pubertad por parte del vocalista, pero con una energía traducida en ambiciones sobrenaturales dentro de la música, formaron Drowned, el anticipo de lo que cinco años más tarde derivaría en InMe.

### Overgrown Eden y Doctor Music Day (2002–2003)
Tras sus exhibiciones musicales durante la adolescencia en bares y pubs de su ciudad natal, comenzaron a ser captados rápidamente por ojeadores de compañías musicales, que veían en ellos un revulsivo en la música rock inglesa, con el poder que sólo posee una banda tan joven y, en consecuencia, tan inquieta como ellos.
Y así fue. En 2002 Mtv 2 emitía por primera vez para todo el mundo un vídeo del trío de Essex; "Underdose", que fue el primer singles de su, también, primer trabajo discográfico Overgrown Eden, publicado en enero del 2003, y llegando al puesto 15 de la lista británica. Este fue seguido por su segundo vídeo y single "Crushed like fruit", copando así la posición 25 de las listas inglesas. Posteriormente se publicaron los sencillos "FireFly" y la pegadiza canción "Neptune", cuyo vídeo fue rodado en un teatro inundado por fanes que habían sido convocados en la página web del grupo.
El álbum se diferencia por una atmósfera muy post-grunge, y con una fusión perfectamente equilibrada entre batería, bajo y arreglos en la guitarra de Dave. Además, incluye una canción, digamos, de autor llamada "Her Mask", en la que aparece únicamente la voz y la guitarra acústica de Dave McPherson.
España fue la antesala en el 2003 del Doctor Music Day un evento que remplazo al ya famoso Doctor Music Fest. Aquí se conjugaron bandas del calibre de Metallica y Evanescence, InMe formó parte del Line up aunque eran aún desconocidos para la mayoría del público. De esta manera se convirtió España en el único país de habla hispana hasta la fecha donde ha tocado la banda.

### White Butterfly (2004–2005)
En junio del 2005, tras haber realizado una gira que les llevó por todo el Reino Unido, incluyendo festivales como el Download Festival, lanzan su segundo trabajo discográfico de estudio. La presencia del productor musical Josh Abraham, productor, entre otros grupos, de KoRn, se notó ostensiblemente en la producción de este segundo álbum del trío británico.
No obstante, fueron los propios miembros del grupo quienes maduraron sus letras, habían curtido sus voces, y habían mejorado aún más sus técnicas musicales, cosa que convirtió al White Butterfly (WB), un apasionante disco de estudio, con una mayor versatilidad que el OE. Guitarras, percusiones, arreglos y voces parecen mucho mejor cuidadas en este disco, que fue lanzado al público con su primer single "Faster The Chase". Les siguieron "7 Weeks", y "So You Know". Ambos videos rodados en Canadá, donde transcurrió precisamente el proceso de grabación.
Gracias a este trabajo, nace Caught: White Butterfly, un CD en directo que grabaron en el London Astoria de Londres en diciembre del 2005. El CD, debido a problemas burocráticos, sufrió un retraso de unos dos meses en su salida al mercado. En él confluyen un popurrí de temas de los dos primeros álbumes de la banda, en los que son perfectamente perceptibles los gritos del público y la calidad musical del grupo, así como la inmensa aptitud vocal de Dave McPherso, del que, según dicen, dio ese concierto con décimas de fiebre y gripe.

### Marcha de Joe Morgan y DayDream Anonymous (2006–2007)
A principios del verano del 2006, el propio Dave McPherson colgó el siguiente comunicado en el myspace oficial de la banda:

"Este es un comunicado oficial de InMe para haceros saber que Joe no volverá a estar vinculado con la banda InMe a partir de ahora. Él desea ir en busca de una carrera diferente y le deseamos todo lo mejor. Hemos tenido 10 años increíbles en común haciendo lo que más nos gusta y debo dejar claro que no existe ningún remordimiento. Buena suerte colega. Sin embargo, Si (Simon) y yo seguiremos en InMe y mi hermano Greg McPherson se hará cargo de las tareas del bajo. Seguiremos las fechas anunciadas de los conciertos. Señor Joe Morgan, te saludamos. Dave y Simon."

Existen rumores que apuntan a que la marcha de Joe fue debido a que él mismo quería comenzar una carrera universitaria, con lo que no podía compaginar esto con las obligaciones de la banda. Greg, hermano de Dave, era y sigue siendo cantante y guitarrista de una banda llamada Centiment, de estilo heavy-metal, progresivo, y con un sonido y escena mucho más underground.
El 7 de diciembre la banda puso una demo de "Myths & Photographs" y otra de "I Won't Let Go", y el 26 de enero "Soldier" y "RainDrops on Stones". Luego de esto, se dio paso a un nuevo álbum, el tercero de la banda; vio la luz en septiembre de 2007 y fue llamado DayDream Anonymous. El álbum se grabó íntegramente en Suecia. Alcanzó el puesto n°71 en ventas de disco en el Reino Unido.

## Influencias
Si uno echa un vistazo a los primeros materiales de la banda, conseguirá deducir rápidamente que sus gustos comprendían fundamentalmente el grunge de Nirvana, el rock progresivo de los Radiohead y Muse, y bandas míticas del rock como Pink Floyd. No en vano, existe una actuación cuando ya habían pasado a llamarse InMe en la que hacen un cover de la canción Creep de sus siempre admirados Radiohead.
Estas bandas fueron, de alguna manera, las razones que propiciaron que todas sus inquietudes emocionales se tradujesen muy pronto en música rompedora, cargada de sentimientos y encantadoramente pegadiza.